# Dead of Winter
Dead of Winter is een Amerikaans thriller uit 1987 onder regie van Arthur Penn. De film is een nieuwe versie van My Name Is Julia Ross uit 1945, die op haar beurt gebaseerd was op het boek The Woman in Red van Anthony Gilbert.

## Inhoud

### Proloog
Een door haar hoed onherkenbare vrouw haalt een tas geld uit een kluisje en rijdt daarmee naar een verlaten parkeerplaats, waar ze een afspraak heeft. De persoon met wie ze heeft afgesproken is te laat. Daarom stapt ze uit om te bellen en te vragen waar deze blijft. Ze krijgt haar afspraak niet aan de lijn omdat die er niet zou zijn. Wanneer ze weer in haar wagen stapt, blijkt er een man op de achterbank te zitten die haar met een koord wurgt.

### Verhaal
Katie McGovern (Mary Steenburgen) is een aspirerend actrice. Wanneer ze auditie doet voor een rol bij Mr. Murray (Roddy McDowall), weet deze na één blik dat hij haar wil voorstellen aan zijn baas Joseph Lewis (Jan Rubes). Deze wil enkele proefopnames met haar maken om voor te leggen aan de regisseur. Daarvoor moet ze enkele dagen naar hem toekomen aangezien hij in een rolstoel zit. Omdat hij afgelegen woont, rijdt Murray haar naar zijn huis waar ze een paar dagen kan logeren.
Tijdens haar verblijf raakt McGovern ervan overtuigd dat er iets niet in de haak is. Dat de telefoon niet werkt, blijkt niets met de woedende sneeuwstorm te maken te hebben, maar met het feit dat het snoer kapotgetrokken is. s' Avonds ziet ze de foto's uit haar portemonnee en haar rijbewijs in het haardvuur liggen. Overtuigd dat Murray en Lewis niets goeds in de zin hebben, vlucht ze uit haar slaapkamerraam de sneeuwstorm in. Veel te fris gekleed komt ze niet ver, waardoor Murray haar een stukje verder oppikt.
Op Lewis' bank warmt ze zich even later op voor het haardvuur met een kop warme chocolademelk die haar erg slaperig maakt. Lewis probeert haar ervan te overtuigen dat ze spoken ziet en dat hij haar de volgende morgen naar huis zal laten rijden door Murray. Wanneer ze de volgende dag wakker wordt, blijkt die nacht haar ringvinger geamputeerd.
Aangezien McGovern toch niet weg kan, legt Lewis haar uit wat er speelt. Een vrouw genaamd Evelyn Rose pleegde een tijd terug een moord en trouwde daarna met een rijke man. De enige getuige van die moord, was haar eigen zus Julie Rose. Om haar geheim en toekomst veilig te stellen, liet Evelyn Julie daarom vermoorden. McGovern lijkt niettemin sprekend op beide zussen (eveneens gespeeld door Steenburgen). Lewis wil haar gebruiken om Evelyn te doen geloven dat Julie nog leeft. Hij wil haar uitleveren zodat die haar alsnog het zwijgen kan opleggen, in ruil voor de sleutel en locatie van een kluisje gevuld met geld.

## Rolverdeling
| Acteur       | Personage       |
| ------------ | --------------- |
| William Russ | Rob Sweeney     |
| Mark Malone  | Roland McGovern |
| Ken Pogue    | Officer Mullavy |
| Wayne Robson | Officer Huntley |

## Trivia
- De naam van de vermoorde zus Julie Rose is een verwijzing naar de film waar Dead of Winter een remake van is, My Name Is Julia Ross.
- De naam van Rubes' personage Joseph Lewis is een verwijzing naar Joseph H. Lewis, de regisseur van My Name Is Julia Ross.